# 小腸内細菌異常増殖症
小腸内細菌異常増殖症（しょうちょうないさいきんいじょうぞうしょくしょう、small intestinal bacterial overgrowth、SIBO）は、小腸腔内の細菌数が異常に増加し、腹部膨満感や下痢などの消化器症状を呈する疾患である。アメリカ胃腸病学会（ACG）は「小腸内容液 1 mL 中に 103 CFU以上の細菌を認め、臨床症状を伴う状態」と定義している。

## 定義
小腸では胃酸・胆汁・蠕動運動などにより細菌密度が低く保たれるが、これらが破綻すると大腸由来の細菌が上行・停滞し、ガス産生や吸収障害を介して症状を引き起こす。

## 疫学
- 健常成人：5 % 未満
- 過敏性腸症候群（IBS）患者：30–40 %
- 肝硬変・短腸症候群など高リスク群：50 % 近く[3]

## 病態生理
- 蠕動低下 — 糖尿病性ニューロパチー、全身性強皮症 など[1]
- 低胃酸 — PPI 長期使用[2]、萎縮性胃炎
- 盲管（ブラインドループ）形成 — 胃切除・回腸吻合術後
- 免疫低下 — 糖尿病、ステロイド治療 など

## 原因・リスク因子
- PPI 長期使用[2]
- 小腸蠕動障害（糖尿病、自律神経障害）
- 盲管症候群（ブラインドループ症候群）
- 免疫抑制状態・低胃酸症
- ピロリ菌感染後の萎縮性胃炎[4]

## 臨床症状
- 腹部膨満・鼓腸、げっぷ・放屁増加
- 下痢・脂肪便・体重減少
- 貧血・脂溶性ビタミン欠乏など吸収障害[1]

## 診断
- 呼気試験 ラクトロース／グルコース呼気試験 : 水素またはメタンがベースラインから 20 ppm 以上上昇すると陽性。偽陽性・偽陰性が存在する[2]。
- 小腸吸引培養 空腸液 1 mL 中の細菌数が 103 CFU 以上で陽性。侵襲的で専門施設に限られる[1]。

## 治療
保険適用（日本） — 2025 年時点でリファキシミンは肝性脳症のみ保険収載で、SIBO には適応外使用
。メトロニダゾールやシプロフロキサシンも SIBO 目的では適応外処方となる。
- 抗菌薬療法 — リファキシミンを 10–14 日投与[1] 。 再発例やグラム陰性優位例ではメトロニダゾールまたはシプロフロキサシン併用を検討する。
- 食事療法 — 低FODMAP食は症状緩和に有用だが、細菌負荷を減少させる根拠は限定的[7]。
- 栄養管理 — 中鎖脂肪酸主体の脂質、脂溶性ビタミン・鉄補充を行う[8]。
- 基礎疾患の是正 — PPI 減量、蠕動促進薬、盲管の外科的修復など。

## 予後
抗菌薬初回奏効率は 60–80 %、6 か月以内の再発率は 30–45 % と報告される。

## 日本における位置づけ
- 保険収載 — 日本版 ICD-10 に SIBO の個別コードはなく、呼気試験も診療報酬点数表に未収載で自由診療扱いが一般的である[9]。
- 学会の扱い — 国内学会で重要性が紹介されるが、公的ガイドラインは未整備。
- 暫定病名コード — 保険診療では「その他の腸疾患（K63.8）」を代用する例がある。

## 歴史
1950 年代の盲管症候群研究を端緒に概念が提唱され、1990 年代に呼気試験が普及。2020 年に ACG・AGA ガイドラインが制定され、2024 年米国 ICD-10-CM にコード K63.821 が新設された。

## SIFO（小腸内真菌異常増殖症）
小腸内真菌異常増殖症（small intestinal fungal overgrowth、SIFO）は、小腸腔内でカンジダ属などの真菌が異常増殖し、SIBO に類似した膨満・下痢や上腹部痛を来す病態である。

### 病態・診断
- 胃酸分泌低下・抗菌薬長期使用・糖尿病などがリスク因子[11]。
- 診断には小腸吸引液の真菌培養や次世代シーケンス解析が提案されるが、標準化は進んでいない[11]。

### 治療
- 抗真菌薬などが用いられる[11]。
- 食事療法として低糖質食・低酵母食が報告されているがエビデンスは限定的。

### SIBO との相違点
- 菌種：バクテリア vs. 真菌
- 検体：呼気試験は真菌を検出できないため SIFO では培養/次世代シーケンシングが中心
- 治療薬：非吸収性抗菌薬 vs. 抗真菌薬

## 社会的関心
2024年には一般向け雑誌『Tarzan』が小腸真菌異常増殖症（SIFO）と関連する
「腸カンジダ症」を特集し、記事の監修を東京原宿クリニック院長の
篠原岳が担当した。
同号ではSIBOとの関連が解説されるなど、
小腸内細菌／真菌増殖症が一般向けメディアで取り上げられる機会が増えつつある。